# Alberto Cova
Alberto Cova (Inverigo, 1 december 1958) is een Italiaanse oud-atleet, die zich had toegelegd op de lange afstanden. Op de 10.000 m werd hij zowel Europees als wereld- en olympisch kampioen.

## Loopbaan

### Eerste jaren als junior
Cova startte op veertienjarige leeftijd met atletiek. In eigen land kreeg hij al gauw de bijnaam ‘boekhouder’, niet alleen vanwege het diploma boekhouden dat hij had behaald, maar ook vanwege zijn tengere lichaamsbouw, in combinatie met de berekenende wijze waarop hij zijn races indeelde.
In 1977 behaalde hij zijn eerste atletieksuccessen. Hij werd nationaal kampioen bij de junioren op de 5000 m, de afstand die hij vooralsnog verkoos boven de 10.000 m. Datzelfde jaar sloot hij zich aan bij de trainingsgroep van Giorgio Rondelli, de trainer die al gauw de exceptionele kwaliteiten van Cova onderkende om met name op de 10.000 m te domineren.

### Europese successen en eerste titel
Cova verkreeg in 1982 internationale bekendheid. Bij zijn debuut op een internationaal toernooi, de Europese indoorkampioenschappen in Milaan, veroverde hij in 7.54,12 de zilveren medaille achter de Duitser Patriz Ilg, die in 7.53,50 won. Enkele weken later werd hij zevende op de wereldkampioenschappen veldlopen in Rome. Aan het eind van het baanseizoen, op de Europese kampioenschappen van 1982 in Athene in september, klopte hij op de 10.000 m verrassend de topfavoriet, de Oost-Duitser Werner Schildhauer en behaalde hij zijn eerste grote titel. Hier kwamen voor het eerst de kwaliteiten aan het licht die hem bij veel gelegenheden succes zouden bezorgen: het vermogen om de vele tempowisselingen die zijn concurrenten hem gedurende de race oplegden, te weerstaan en de ongelooflijke snelheid die hij aan het eind van een race tot aan de finish kon opbrengen. Op de 5000 m had hij op dit toernooi minder geluk. Na het nodige duw- en trekwerk tijdens de finale tussen verschillende atleten werd de Italiaan aangewezen als de voornaamste boosdoener hiervan en gediskwalificeerd.

### Wereldkampioen
Het jaar daarop, op de wereldkampioenschappen van 1983 in Helsinki, werd hij niet beschouwd als topfavoriet, maar eerder als mogelijke medaillewinnaar. De finale begon heel traag met een kopgroep van dertien lopers. De groep bleef lang bijeen, totdat in de laatste ronde Schildhauer als eerste het tempo verhoogde met een krachtige versnelling. Hierdoor viel het peloton uiteen en had alleen diens landgenoot Hansjörg Kunze de kracht om mee te gaan. Er ontstond er een gat tussen de twee Duitsers en een trio achtervolgers met Cova als laatste, die het door de tempowisseling erg zwaar leek te hebben. Op 150 meter voor de finish slonk echter Schildhauers voorsprong en leek Kunze hem in te halen, terwijl de drie achtervolgers het gat wisten te dichten. Vervolgens sprintte Cova buitenom om de anderen heen en klopte als laatste Schildhauer in 28.01,04 met aan de finish een voorsprong van 0,14 seconden.

### Olympische kampioen
Op de Olympische Spelen van 1984 te Los Angeles begon de finale van de 10.000 m nog trager dan op de WK. Het leek alsof niemand zijn lesje had geleerd, want Martti Vainio was de enige die een versnelling plaatste, na 7 km. Cova volgde, Vainio verslikte zich en Cova won makkelijk de olympische titel.
Op de EK van 1986 in Stuttgart werd Cova geklopt door zijn landgenoot Stefano Mei en op de Olympische Spelen van 1988 in Seoel sneuvelde hij in de heats op zijn allerlaatste grote toernooi.

### WK veldlopen
Cova nam tussen 1980 en 1986 in totaal zes keer deel aan de WK veldlopen. Drie keer eindigde hij bij de eerste tien, met een zevende plaats in 1982 als beste resultaat. Hoewel hij zich nooit speciaal op deze wedstrijden voorbereidde, deed hij altijd wel zijn best om een zo goed mogelijk resultaat te bereiken. Voor de Italiaan was het echter vooral een erg goede manier om zich voor te bereiden op het zomerseizoen.

## Titels
- Olympisch kampioen 10.000 m - 1984
- Wereldkampioen 10.000 m - 1983
- Europees kampioen 10.000 m - 1982
- Middellandse Zeespelen kampioen 5000 m - 1983
- Italiaans kampioen 5000 m - 1980, 1982, 1983, 1985
- Italiaans kampioen 10.000 m - 1981, 1982
- Italiaans kampioen veldlopen (lange afstand) - 1982, 1983, 1984, 1985, 1986
- Italiaans indoorkampioen 3000 m - 1981, 1982, 1984

## Persoonlijke records
Outdoor
| Onderdeel      | Prestatie | Datum            | Plaats                |
| -------------- | --------- | ---------------- | --------------------- |
| 1500 m         | 3.40,6    | 13 augustus 1985 | Caravaggio            |
| 2000 m         | 5.09,0    | 24 mei 1986      | Cernusco sul Naviglio |
| 3000 m         | 7.46,40   | 28 augustus 1983 | Keulen                |
| 5000 m         | 13.10,06  | 27 juli 1985     | Oslo                  |
| 10.000 m       | 27.37,59  | 30 juni 1983     | Lausanne              |
| 3000 m steeple | 8.37,2    | 8 juni 1980      | Pescara               |

Indoor
| Onderdeel | Prestatie | Datum            | Plaats |
| --------- | --------- | ---------------- | ------ |
| 3000 m    | 7.53,75   | 23 februari 1984 | Turijn |

## Palmares

### 3000 m
- 1981:  Italiaanse indoorkamp. - 7.57,90
- 1982:  Italiaanse indoorkamp. - 7.53,52
- 1982:  EK indoor - 7.54,12
- 1984:  Italiaanse indoorkamp. - 7.53,75

### 5000 m
- 1977: 6e EK junioren in Donetsk - 14.05,4
- 1980:  Italiaanse kamp. - 13.47,8
- 1980: 4e Golden Gala in Rome - 13.40,4
- 1980:  Rieti Meeting - 13.52,3
- 1980:  FIN vs ITA Meeting in Palermo - 13.53,96
- 1980:  Palio della Quercia in Rovereto - 13.41,8
- 1980:  Eight Nations in Tokio - 13.42,6
- 1981:  ITA-URS-ESP-GRE Meeting in Rome - 13.36,99
- 1981: 5e Europacup in Lille - 13.55,79
- 1981:  Notturna in Milaan - 13.27,20
- 1982:  Meeting Universitario in Turijn - 13.32,36
- 1982:  ITA-GER-POL in Frankfurt - 13.39,94
- 1982:  Meeting città di Milano in Milaan - 13.39,88
- 1982:  Italiaanse kamp. in Rome - 13.46,64
- 1982:  ITA vs SWE in Stockholm - 13.30,63
- 1982:  Palio della Quercia in Rovereto - 13.38,13
- 1982: DQ EK in Athene  (in serie 13.27,65)
- 1982: 4e 8 Nations in Tokio - 13.41,09
- 1983:  Italiaanse kamp. - 13.43,06
- 1983:  Europacup in Londen - 13.55,59
- 1983:  Palio della Quercia in Rovereto - 13.38,13
- 1983:  Middellandse Zeespelen in Casablanca - 13.57,77
- 1984:  ITA-URS-POL-HUN in Turijn - 13.40,31
- 1984:  Oslo Games - 13.18,24
- 1984:  CZE-ITA in Cagliari - 14.16,10
- 1985:  n/a in San Donato Milanese - 13.52,3
- 1985:  Italiaanse kamp. - 13.30,26
- 1985:  ITA vs HUN vs FIN in Helsinki - 13.50,76
- 1985:  Clarion Bislett Games in Oslo - 13.10,06
- 1985:  European Cup in Moskou - 14.05,45
- 1985:  Weltklasse Zürich - 13.19,71
- 1986:  ITA-HUN-GER in Milaan - 13.38,48
- 1986:  Weltklasse Zurich - 13.15,86
- 1986: 8e EK in Stuttgart - 13.35,86
- 1987:  Pasqua dell'Atleta in Milaan - 13.47,92
- 1988:  Campionato di Società in Milaan - 14.06,2
- 1988:  Formia Meeting - 13.38,1
- 1988: 4e Italy vs East Germany in Neubrandenbourg - 14.16,46

### 10.000 m
- 1980:  Milaan - 29.43,8
- 1980:  Peking - 29.20,5
- 1981:  Italiaanse kamp. - 28.59,74
- 1981:  GBR vs ITA - 28.29,12
- 1982:  Florence - 27.56,37
- 1982:  Italiaanse kamp. - 29.08,06
- 1982:  EK - 27.41,03
- 1983:  Italy vs West Germany vs Poland - 28.29,57
- 1983:  Athletissima - 27.37,59
- 1983:  Italiaanse kamp. - 29.20,46
- 1983:  WK - 28.01,04
- 1983:  Europacup in Londen - 28.02,13
- 1983:  Cagliari - 28.56,62
- 1984:  Milaan - 29.17,43
- 1984:  OS - 27.47,54
- 1984:  Memorial Van Damme - 27.57,38
- 1985:  Europacup in Moskou - 28.51,46
- 1985:  Memorial Van Damme - 28.03,93
- 1986:  Italiaanse kamp. - 28.00,93
- 1986:  EK in Stuttgart - 27.57,93
- 1988: 5e BNP de Paris - 28.06,82
- 1988: 5e Memorial Van Damme - 27.52,80
- 1988: 10e in serie OS - 28.43,84

### 10 km
- 1979:  Lenola - 35.48
- 1983:  Bosa -
- 1985:  San Silvestro Boclassic in Bolzano - 29.31,7
- 1988: 4e Sentrumslopet in Oslo - 29.03
- 1988:  Barbados in Bridgetown - 30.02

### 10 Eng. mijl
- 1985: 4e Grand Prix von Bern - 49.09

### halve marathon
- 1983:  halve marathon van Milaan - 1:03.28
- 1984:  halve marathon van Milaan - 1:01.52
- 1986:  halve marathon van Monza - 1:03.50
- 1986:  halve marathon van Milaan - 1:02.04
- 1988:  halve marathon van Monza - 1:03.39
- 1989:  halve marathon van Choisy Le Roy - 1:02.30
- 1989:  halve marathon van Pieve di Cento - 1:04.00

### veldlopen
- 1980: 122e WK in Parijs - 39.55,0
- 1981: 94e WK in Madrid - 36.44
- 1982:  Italiaanse kamp. in Rome - 32.15,0
- 1982: 7e WK in Rome - 34.12,8
- 1983:  Italiaanse kamp. in Rome - 35.03,4
- 1983: 10e WK in Gateshead - 37.17
- 1984:  Italiaanse kamp. in Rome - 33.48
- 1984: 11e WK in East Rutherford - 33.58
- 1985:  Italiaanse kamp. in Rome - 29.18,5
- 1986:  Italiaanse kamp. in Treviso - 34.40,7
- 1986: 9e WK in Colombier - 35.58,8
- 1987: 186e WK in Warschau - 39.57

1912: Hannes Kolehmainen ·
1920: Paavo Nurmi ·
1924: Ville Ritola ·
1928: Paavo Nurmi ·
1932: Janusz Kusociński ·
1936: Ilmari Salminen ·
1948: Emil Zátopek ·
1952: Emil Zátopek ·
1956: Vladimir Koets ·
1960: Pjotr Bolotnikov ·
1964: Billy Mills ·
1968: Naftali Temu ·
1972: Lasse Virén ·
1976: Lasse Virén ·
1980: Miruts Yifter ·
1984: Alberto Cova ·
1988: Brahim Boutayeb ·
1992: Khalid Skah ·
1996: Haile Gebrselassie ·
2000: Haile Gebrselassie ·
2004: Kenenisa Bekele ·
2008: Kenenisa Bekele ·
2012: Mo Farah ·
2016: Mo Farah ·
2020: Selemon Barega ·
2024: Joshua Cheptegei
1983 Alberto Cova ·
1987 Paul Kipkoech ·
1991 Moses Tanui ·
1993 Haile Gebrselassie ·
1995 Haile Gebrselassie ·
1997 Haile Gebrselassie ·
1999 Haile Gebrselassie ·
2001 Charles Kamathi ·
2003 Kenenisa Bekele ·
2005 Kenenisa Bekele ·
2007 Kenenisa Bekele ·
2009 Kenenisa Bekele ·
2011 Ibrahim Jeilan ·
2013 Mo Farah ·
2015 Mo Farah ·
2017 Mo Farah ·
2019 Joshua Cheptegei · 
2022 Joshua Cheptegei · 
2023 Joshua Cheptegei